# Nyctemera nisa
Nyctemera nisa är en fjärilsart som beskrevs av Swinhoe 1903. Nyctemera nisa ingår i släktet Nyctemera och familjen björnspinnare. Inga underarter finns listade i Catalogue of Life.